# Keratella trapezoida
Keratella trapezoida är en hjuldjursart som beskrevs av Zhuge och Huang 1998. Keratella trapezoida ingår i släktet Keratella och familjen Brachionidae. Inga underarter finns listade i Catalogue of Life.